# Romanschulzia alpina
Romanschulzia alpina là một loài thực vật có hoa trong họ Cải. Loài này được Standl. & Steyerm. miêu tả khoa học đầu tiên năm 1946.